# Liste der Kreisstraßen in Delmenhorst

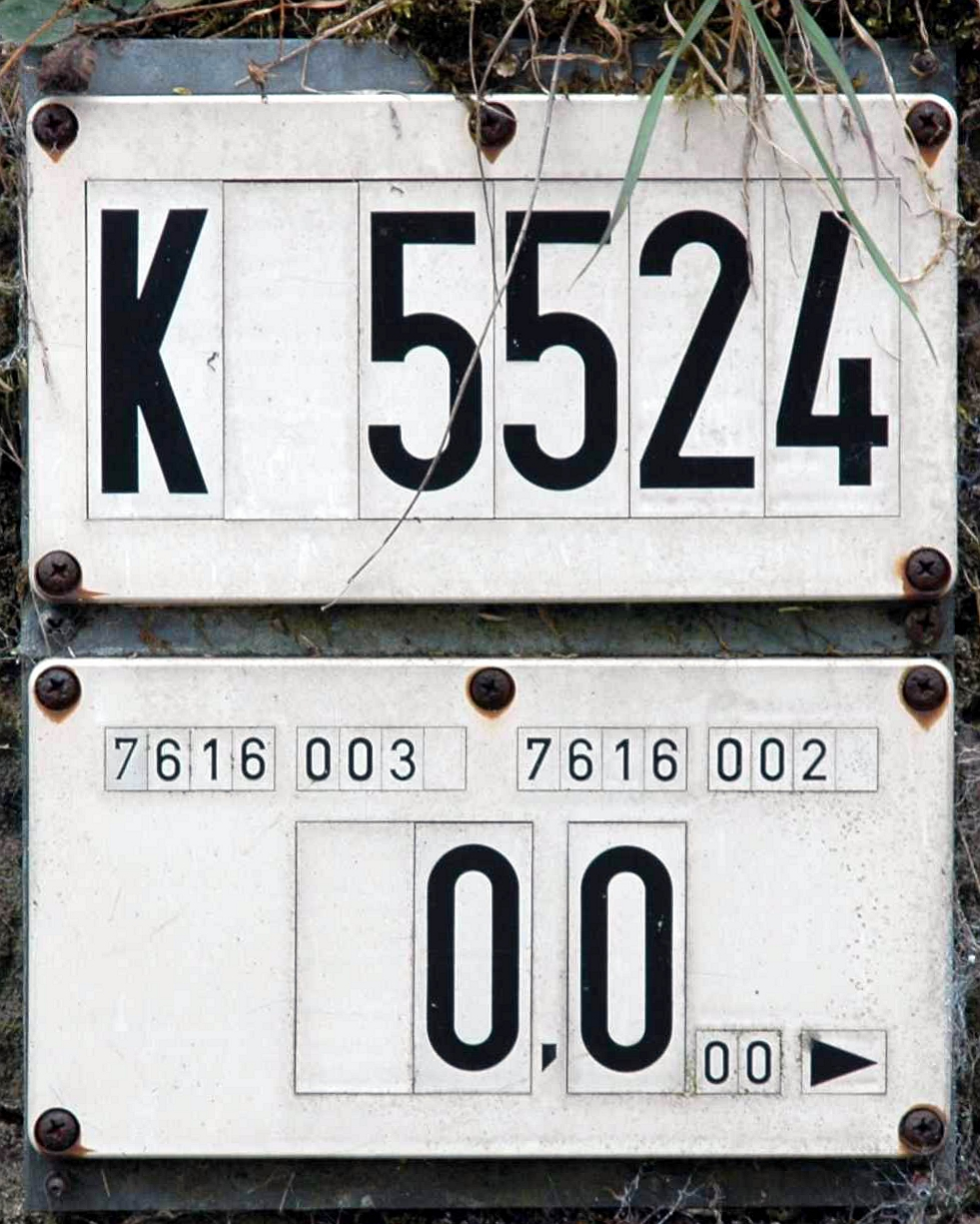
Stationszeichen

Die Liste der Kreisstraßen in Delmenhorst führt alle Kreisstraßen in der niedersächsischen kreisfreien Stadt Delmenhorst auf.

## Abkürzungen
- K: Kreisstraße
- L: Landesstraße

## Liste
Straßen und Straßenabschnitte, die unabhängig vom Grund (Herabstufung zu einer Gemeindestraße oder Höherstufung) keine Kreisstraßen mehr sind, werden kursiv dargestellt. Der Straßenverlauf wird in der Regel von Nord nach Süd und von West nach Ost angegeben.
| Nr.   | Verlauf                                                                                                   |
| ----- | --- |
| K 227 | (K 227 im Landkreis Oldenburg) – Stadtgrenze – Dwoberger Straße – L 867                                   |
| K 229 | (K 229 im Landkreis Oldenburg) – Stadtgrenze – Schönemoorer Straße – L 875                                |
| K 230 | L 875 – Horster Weg – Mühlenkamp – Hasberger Dorfstraße – Schohasberger Straße – Großer Tannenweg – L 887 |